# Orchestre symphonique scolaire et universitaire
 (février 2022).
Si vous disposez d'ouvrages ou d'articles de référence ou si vous connaissez des sites web de qualité traitant du thème abordé ici, merci de compléter l'article en donnant les références utiles à sa vérifiabilité et en les liant à la section « Notes et références ».
L'Orchestre symphonique scolaire et universitaire (arabe : الأركستر السنفوني المدرسي والجامعي) ou OSSU est un orchestre symphonique tunisien créé en 1989 par Hafedh Makni.

## Historique
Formé d'environ 70 instrumentistes et 60 choristes âgés entre 6 et 25 ans, l'OSSU a pour objectif la formation des jeunes musiciens dans le domaine de la pratique orchestrale. Il a pu participer depuis sa création à plusieurs festivals tunisiens (Festival international de musique symphonique d'El Jem, Festival international de Carthage, Festival international d'Hammamet, etc.) et étrangers (Festival international de musique universitaire, Orchestrades universelles, etc.). En 2007, l'orchestre accompagne pour la première fois un chanteur d'opéra tunisien sous la direction du chef britannique Ian Bray.
Les répétitions de l'orchestre se tiennent au Conservatoire Hafedh Makni qui se trouve à l'Ariana. Il donne des concerts mensuels dans l'un des espaces culturels de Tunis, notamment au centre culturel d'El Menzah VI, à la maison de la culture Ibn-Rachiq et au Théâtre municipal de Tunis.

## Répertoire
L'OSSU propose des concerts destinés à faire découvrir la musique classique aux jeunes générations par des répétitions éducatives ouvertes aux jeunes instrumentistes et par des concerts destinés aux étudiants.
L'orchestre a permis la création d'un répertoire symphonique tunisien qu'il présente dans les différentes manifestations auxquelles il a pris part. C'est ainsi qu'il a interprété les œuvres de Mohamed Makni, Chedly Khomsy, Mourad Gaaloul, Ridha Chemak ou Nidhal Jebeli. L'orchestre interprète aussi des œuvres du répertoire international comme Schéhérazade de Nikolaï Rimski-Korsakov, la Marche militaire de Franz Schubert, le Canon de Johann Pachelbel, des musiques de films comme La Liste de Schindler ou James Bond et des œuvres d'artistes tunisiens comme Khemaïs Tarnane, Mohamed Jamoussi, Hédi Jouini ou Mohamed Garfi. Il a également eu l'occasion d'enregistrer un répertoire de musique symphonique tunisienne pour la télévision tunisienne et Radio France.